# 雷蒙吴
雷蒙吴（英語：Raymond Goh，1961年—2023年9月12日），其穆斯林名为莫哈末扎曼吴（Muhammad Zaman Goh Abdullah），马来西亚人，第3电视资深新闻主播。他在新闻播报业共拥有30多年的经验。

## 生平
雷蒙吴曾任TV3晚间新闻《Nightline》主播，亦是该台的第一批英语主播。他标志性的男中音经常被马来西亚人描述为“拥有金嗓子的男人”。
2000年代初，他转型为主持人，主持了Astro的《Talk Radio》节目。凭借在该领域的卓越表现，雷蒙吴受邀主持了多个国际盛事，包括世界杯和2004年雅典奥运会。
2007年，他回归TV3，担任《Nightline》新闻主播。除了广播工作外，雷蒙吴还举办了一系列英语和马来语的公众演讲培训课程。
他因中风于2023年7月底被送入八打灵再也的亚松大医院就医，当时其情况危殆。国家元首苏丹阿都拉祝福了雷蒙吴。同年9月12日，他因中风病逝，享年62岁。前首相马哈迪·莫哈末与夫人茜蒂哈斯玛在面子书上向雷蒙吴及其家人表达哀悼，并表示雷蒙吴被誉为金嗓子的新闻播报员，自TV3创立以来在广播界服务多年。马哈迪称本身当时是第四任首相，而雷蒙吴将永远被铭记为新闻播报界的传奇人物之一。